# Alleanza Nazionale Popolare
L' Alleanza Nazionale Popolare (spagnolo: Alianza Nacional Popular) o semplicemente ANAPO è stato un partito politico colombiano di sinistra.

## Storia
Fu fondato come movimento dall'ex presidente e generale Gustavo Rojas Pinilla. Il partito venne sciolto nel 1998 e molti suoi dirigenti, quadri e militanti sono confluiti nel Polo Democratico Alternativo. La piattaforma del partito è di sinistra ma i suoi membri si sono sempre detti distanti dal comunismo per quanto riguarda il diritto alla proprietà.

### Primi anni
Partecipò alle elezioni generali del 1962, dopo di che insieme al Movimento Rivoluzionario Liberale (Movimiento Revolucionario Liberal) si convertì all'opposizione del governo del Fronte Nazionale (Frente Nacional).

### Elezioni del 1970
Nel 1970 raccolse un gran numero di voti nelle elezioni presidenziali e i suoi elettori dichiararono che il loro candidato Gustavo Rojas Pinilla aveva battuto e superato in voti il candidato del Fronte Nazionale Misael Pastrana considerando, insieme alla maggior parte dell'opinione pubblica, le elezioni come fraudolente.
L'ANAPO tentò di dichiarare le elezioni illegittime, sia incitando gli elettori alla protesta, sia inviando formale richiesta alla corte elettorale colombiana di astenersi dal proclamare l'elezione di Misael Pastrana. La corte negò la richiesta e riconobbe Pastrana come nuovo presidente eletto.
A seguito delle prese di posizione dell'ANAPO, che dichiarò l'elezioni fraudolente e spingeva per il riconteggio dei voti, il presidente in carica, Carlos Lleras Restrepo, dichiarò lo stato di emergenza ed impose il coprifuoco. La mossa si rese necessaria per evitare che le sommosse in atto principalmente a Bogotà non scaturissero in una sollevazione generale.

### Lascito del 19 aprile 1970
Le accuse dell'ANAPO e di molti partiti di opposizione sono state mantenute così a lungo che un sondaggio del 2005 mostrava che ormai la popolazione colombiana accettava come un dato di fatto storico le frodi elettorali del 1970 grazie anche al graduale emergere di nuove prove e testimonianze.
Nel 1974 nacque in Colombia un gruppo rivoluzionario, l'M-19 (Movimiento 19 de Abril), che si riferiva, fin dal suo nome proprio alle elezioni del 1970 come causa scatenante della sua formazione.